# Resolution 243 des UN-Sicherheitsrates
Die Resolution 243 des UN-Sicherheitsrates war eine Resolution, die der Sicherheitsrat der Vereinten Nationen am 12. Dezember 1967 auf seiner 1384. Sitzung angenommen hat.
Auf dieser Sitzung beriet der Sicherheitsrat den Aufnahmeantrag der Volksrepublik Jemen.
Mit der Annahme der Resolution empfahl das Gremium der Generalversammlung der Vereinten Nationen die Aufnahme des am 30. November 1967 vom Vereinigten Königreich unabhängig gewordenen Staates in die Vereinten Nationen.
Nach dem Beschluss der Generalversammlung wurde Südjemen am 14. Dezember 1967 als 123. Staat in die Vereinten Nationen aufgenommen.